# Emil Theodor Kocher
Emile Theodor Kocher (Berna, 25 de agosto de 1841-Berna, 27 de julio de 1917) fue un médico suizo galardonado con el Premio Nobel de Medicina en 1909 por sus trabajos sobre los tratamientos sobre las afecciones de la glándula tiroides.

## Semblanza

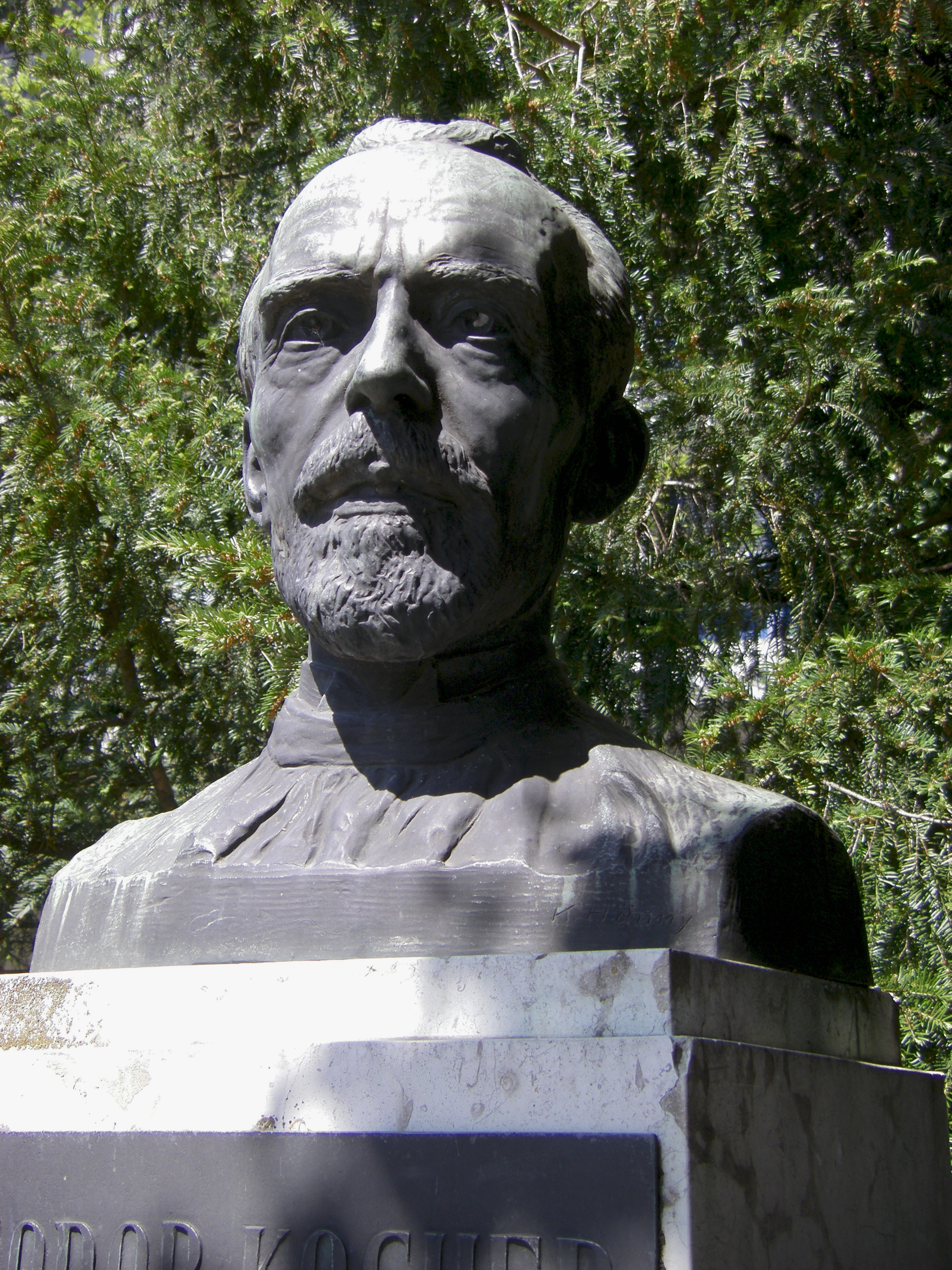
Busto de Theodor Kocher (obra de Karl Hänny)

Kocher estudió en Berna, París, Berlín y Londres, obteniendo el doctorado en Berna en 1865. En 1872 sucedió a Georg Albert Lucke como profesor de cirugía de la Universidad de Berna y director de la Clínica Universitaria Quirúrgica de Berna, cargos que ocupó hasta 1911.
Publicó trabajos relativos a la glándula tiroides (ideando un método para su trasplante), tratamientos antisépticos, infecciones quirúrgicas, heridas de bala y osteomielitis aguda. Descubrió un método para reducir la luxación del hombro e introdujo nuevas técnicas en las operaciones de hernia y de cáncer de estómago. Realizó mejoras técnicas a numerosos tipos de operaciones quirúrgicas del pulmón, el estómago y la vesícula biliar.
En 1878 practicó con éxito la primera extirpación del bocio, operación que tuvo ocasión de repetir más de 2000 veces dado que vivía en una de las zonas más bociógenas del mundo. En 1912 preparó un coaguleno esterilizado que, inyectado, aumenta la coagulación de la sangre y sirve para prevenir y tratar hemorragias internas. 
Sus éxitos en el campo de la cirugía fueron debidos en buena parte por la mejora del instrumental y por la utilización sistemática de la asepsia. Se le debe la invención de las pinzas hemostáticas de grapas que llevan su nombre. Considerado como el mejor cirujano de su época, fue elegido presidente del Primer Congreso Internacional de Cirugía (1905) 
En 1909 se le otorgó el Premio Nobel de Medicina por sus trabajos sobre la fisiología, patología y cirugía de la glándula tiroides. Con el importe del premio ayudó a fundar el Instituto Kocher en Berna, escuela de cirugía en la que se formaron grandes cirujanos. 

## Eponimia
- El cráter lunar Kocher lleva este nombre en su memoria.[3]
- El asteroide (2087) Kochera también conmemora su nombre.[4]

## Sucesión del Premio Nobel
| Predecesor: Ilya Ilyich Mechnikov Paul Ehrlich | Premio Nobel de Fisiología o Medicina 1909 | Sucesor: Albrecht Kossel |

- Datos: Q115478
- Multimedia: Emil Theodor Kocher / Q115478